# Gyrophaena antennalis
Gyrophaena antennalis  (лат.) — вид жуков-стафилинид рода Gyrophaena из трибы Homalotini (подсемейство Aleocharinae). Северная Америка.

## Распространение
Неарктика: Канада, США.

## Описание
Мелкие коротконадкрылые жуки. Длина тела от 2,0 до 2,5 мм, форма узкоовальная; блестящие. Пронотум в 1,2 раза шире своей длины. Окраска рыжевато-коричневая. Обнаружены с августа по сентябрь в смешанных и лиственных лесах (включая Acer saccharinum, Picea glauca). Личинки и взрослые жуки питаются грибами (облигатные микофаги), в которых живут, питаются и размножаются, откладывают яйца. Поедают споры, базидии и гифы грибницы (сыроежка Russula virescens, трутовик Climacodon septentrionale, вёшенка Pleurotus). Голова широкая, сильно поперечная. Глаза относительно крупные, выступающие (за глазами голова суженная). Язычок длинный и узкий. Губные щупики 2-члениковые. Переднеспинка уже надкрылий. Задние лапки 5-члениковые, а лапки передних и средних состоят из 4 сегментов (формула лапок: 4-5-5).